# Donja Kupinovica
Donja Kupinovica (en serbe cyrillique : Доња Купиновица) est un village de Serbie situé sur le territoire de la Ville de Leskovac, district de Jablanica. Au recensement de 2011, il comptait 46 habitants.

## Démographie
| 1948 | 1953 | 1961 | 1971 | 1981 | 1991 | 2002 | 2011 |
| ---- | ---- | ---- | ---- | ---- | ---- | ---- | ---- |
| 227  | 246  | 271  | 241  | 186  | 142  | 97   | 46   |

|  |